# Langues dans les pays baltes
Ne doit pas être confondu avec Langues baltes.
Les trois pays baltes (auxquels s'ajoutait jadis la Prusse-Orientale) ont connu une succession de peuples différents (Baltes, Finno-Ougriens, Vikings, Allemands, Danois, Russes…), ce qui explique le nombre de langues dans ces trois pays. Il ne faut pas confondre pays baltes (Estonie, Lettonie et Lituanie) et langues baltes (aujourd'hui parlées seulement en Lettonie et Lituanie). Cet article traite de toutes les langues parlées au cours du temps dans les trois pays baltes, que ces langues soient baltes ou non.
Les langues ont connu deux vagues d'extinction dans les pays baltes :
- une première vague médiévale (XIVe – XVIIIe siècle) en partie due à l'action de l'Ordre Teutonique et aussi à la fusion des langues pour former le letton et le lituanien) ;
- une seconde de 1940 à 1991, due aux politiques de russification, de déportation[1] et de colonisation démographique par des russophones, pratiquées par l'URSS.

Outre des lexiques, des dictionnaires, voire des formulaires, pour certaines langues éteintes, demeurent des textes de chants (prières, comptines), de contes. En dehors des langues officielles, certaines langues vernaculaires très minoritaires continuent à vivre.

## Langues éteintes
Langues baltes :
| Langue                               | Région                         | Date de disparition |
| ------------------------------------ | ------------------------------ | ------------------- |
| Galindien                            | Prusse                         | XIVe siècle         |
| Nadruvien (proche du Vieux prussien) | Prusse-Orientale               |                     |
| Sélonien                             | Sélonie (Lettonie)             | XVe siècle          |
| Sémigalien                           | Zemgale (Lettonie et Lituanie) | XVIe siècle         |
| Skalvien                             | Lituanie                       | XVIe siècle         |
| Sudovien (Yotvingien)                | Lettonie et Lituanie           |                     |
| Vieux-prussien                       | Prusse                         | XVIIIe siècle       |

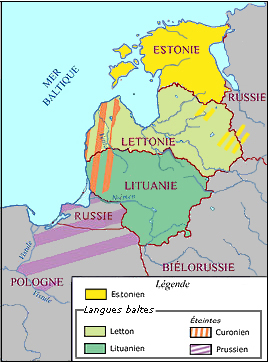
Distribution géographique des langues dans les pays baltes : l'Estonien est finno-ougrien, les autres (actuelles ou éteintes) baltes. En outre un cinquième de la population en moyenne est constitué de colons russophones, surtout dans les villes.

Les peuples baltes vers 1200.

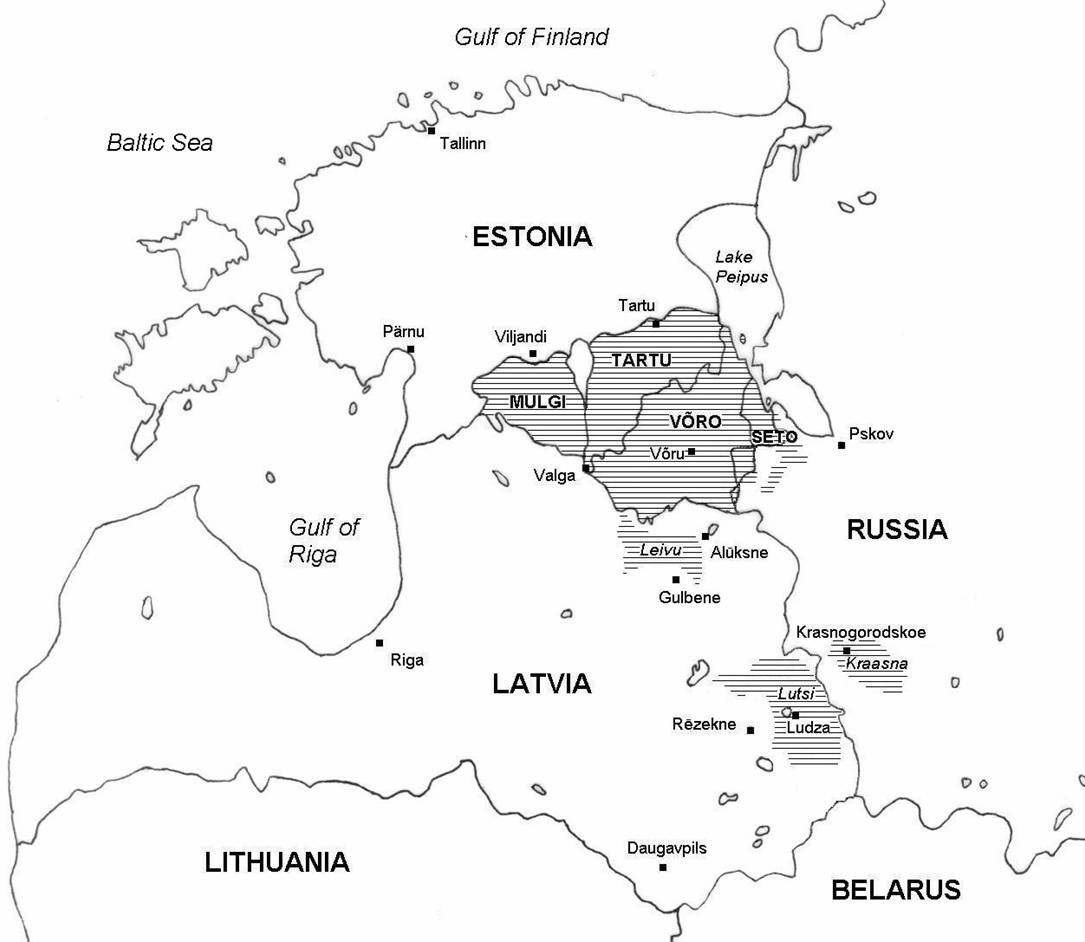
Distribution des langues sud-estoniennes (en gris)

Note : Les langues baltes citées n'ont pas entièrement disparu car une partie de ces langues a été préservée en s'intégrant au letton ou au lituanien. Certains linguistes tentent de reformer le vieux-prussien dont on possède de nombreux écrits (notamment des traductions de la Bible par les luthériens).
Autres langues :
| Langue                                                         | Famille     | Région                     | Date de disparition                                  |
| -------------------------------------------------------------- | ----------- | -------------------------- | ---------------------------------------------------- |
| Lutsi maarahvas (estonien avec apport de letton et biélorusse) | Fennique    | Ludza (Lettonie)           | fin du XXe siècle                                    |
| Suédois d'Estonie (Estlandssvenskar)                           | Germanique  | Estonie                    | vers 1940 (déportation soviétique)                   |
| Vieux norrois (voir Vikings)                                   | Germanique  | Kurzeme (Lettonie)         | Avant le XIVe siècle                                 |
| Latin                                                          | Roman       | Évêchés et centres urbains | vers le XVIe siècle (début de la Réforme en Livonie) |
| Romani Laiuse (mélange de Romani baltique et d'estonien)       | Indo-Aryens | Estonie                    | Entre 1941 et 1944 (déportation nazie)               |

## Langues éteintes dans les pays Baltes mais subsistant ailleurs
Langues germaniques :
- Bas-allemand : parlé en Livonie, remplacé par de l'allemand commun.
- Danois : voir Estonie danoise (1206 - 1346).
- Yiddish : voir Shoah (1941 - 1944).

## Langues officielles
| Langue    | Famille  | Région                                                                    | Locuteurs |
| --------- | -------- | ------------------------------------------------------------------------- | --------- |
| Estonien  | Fennique | Estonie.                                                                  | 1 100 000 |
| Letton    | Balte    | Lettonie.                                                                 | 2 000 000 |
| Lituanien | Balte    | Lituanie ; minorité en Lettonie (Saldus, Liepaja) et Pologne (Podlachie). | 4 000 000 |

## Langues non officielles parlées par plus de 10% des habitants d'un des trois pays (langue maternelle ou autre)
- Russe : 
  - en Lettonie (Latgale ; grands centres urbains).
  - en Estonie (frontières avec Russie ; grands centres urbains).
  - en Lituanie : 80 % (2012)[2].
- Anglais : 
  - en Estonie : 46 %, en Lituanie : 38 % (2012)[2] et en Lettonie : 32 %.
- Allemand :
  - en Estonie : 22 %, en Lituanie : 14 % (2012)[2] et en Lettonie : 14 %.

## Autres langues non officielles
Langues baltes :
| Langue                       | Région                                 | Locuteurs |
| ---------------------------- | -------------------------------------- | --------- |
| Couronien (proche du letton) | Lettonie et Lituanie (voir Kursenieki) | ? - 100   |
| Latgalien                    | Latgale (Lettonie)                     | 150 000   |
| Samogitien                   | Samogitie (Lituanie)                   | 500 000   |

Note : Les langues baltes non officielles connaissent un certain renouveau en Lettonie et en Lituanie depuis la chute de l'URSS en 1991.
Langues finno-ougriennes :
| Langue                  | Région                 | Locuteurs                        |
| ----------------------- | ---------------------- | -------------------------------- |
| Finnois                 | Estonie                | 12 000                           |
| Langues sud-estoniennes | Estonie principalement | 80 000                           |
| Leivu (en)              | Nord de la Lettonie    |                                  |
| Livonien                | Kurzeme (Lettonie)     | 20 - 150 (selon les estimations) |
| Mulgi                   | Estonie                |                                  |
| Seto                    | Estonie                | 5 000                            |
| Tartu (langue)          | Tartu (Estonie)        | 1 000                            |
| Võro                    | Sud de l'Estonie       | 70 000                           |

Note : Ces langues connaissent un renouveau culturel depuis la chute de l'URSS (création de Livod Randa et de centres culturels, soutien financier).  
Langues slaves :
| Langue     | Région                                             | Locuteurs            |
| ---------- | -------------------------------------------------- | -------------------- |
| Biélorusse | Grandes villes                                     | 2 % de la population |
| Polonais   | Région de Vilnius (Lituanie) et Latgale (Lettonie) | Environ 300 000      |
| Ukrainien  | Grandes villes                                     | 1 % de la population |

Note : Le biélorusse et l'ukrainien arrivés avec l'occupation soviétique sont en train de disparaître des Pays baltes car les jeunes de ces origines préfèrent apprendre le russe que ces deux langues. À l'inverse le polonais, dont la présence est très ancienne devrait survivre car cette langue est, notamment en Lituanie, très importante pour se déplacer dans le pays voisin et que le polonais est majoritaire dans plusieurs districts (Salcininkai par exemple).
Autres langues :
| Langue                                             | Famille           | Région                      | Locuteurs                              |
| -------------------------------------------------- | ----------------- | --------------------------- | -------------------------------------- |
| Arménien                                           | Groupe Arménien   | 3 pays                      | 5 000 - 10 000                         |
| Karaïm                                             | Langues turciques | Trakai (Lituanie)           | 50 - 100                               |
| Romani baltique                                    | Indo-Aryens       | 3 pays                      | 9 000 - 25 000 (selon les estimations) |
| Tatar                                              | Langues turciques | 3 pays                      | 1 800 - 3 000                          |
| Yiddish (mélange d'allemand, de slave et d'hébreu) | Germanique        | Communautés juives (3 pays) | 1 519 (rapport américain de l'an 2000) |

Il existe de nombreuses autres minorités notamment dans les capitales, arrivées lorsque l'URSS existait encore. Ces minorités parlent la langue du pays où ils vivent mais également le russe et souvent la langue du pays d'origine. 
On trouve donc des locuteurs d'azéri, de kazakh, d'ouzbek, de roumain, de tadjik, de tchouvache etc. (langues étrangères parlées par 500 à 2 000 locuteurs). Cependant, ces langues risquent de ne pas maintenir leur présence dans la région, car elles sont parlées par un nombre assez faible de personnes (les jeunes préférant apprendre la langue nationale et des langues comme le russe et l'anglais) et en raison de la distance avec le pays d'origine.